# Maria Boissevain-Pijnappel
Maria Barbera Boissevain-Pijnappel (Amsterdam, 13 juli 1870 - Blaricum, 24 november 1950), niet te verwarren met Mia Boissevain, was voorzitster van de Nederlandsche Bond voor Vrouwenkiesrecht en lid van de Provinciale Staten. Haar ouders waren Menso Johannes Pijnappel, vrijzinnig-democratisch lid van de Eerste en Tweede Kamer, jurist en gemeenteraadslid van Amsterdam, en Helena Brugmans. Pijnappel ging naar een kostschool en trouwde in 1891 met Charles Boissevain, directeur van een ammoniakfabriek, gemeenteraadslid en bestuurslid van het Concertgebouw. Zij kregen 10 kinderen, van wie de zes dochters staan afgebeeld op het schilderij De zes dochters Boissevain van Thérèse Schwartze.  

## Carrière
In 1907 werd Pijnappel lid en later ook voorzitster van de Nederlandsche Bond voor Vrouwenkiesrecht, toen net opgericht als afsplitsing van de Vereeniging voor Vrouwenkiesrecht. In 1919 was ze onderdeel van een commissie die trachtte diverse vrouwenverenigingen samen te voegen tot een federatie. Dit kwam voorlopig echter niet verder dan een fusie met de Vereeniging tot Verbetering van den Maatschappelijken en den Rechtstoestand der vrouw in Nederland in 1920. Pijnappel werd voorzitster van de uit deze fusie voortgekomen Unie voor Vrouwenbelangen.
Pijnappel heeft ook diverse functies in de politiek vervuld. In 1919 werd ze lid van de Provinciale Staten van Noord-Holland, als lid van de Economische Bond van Willem Treub. In 1921 ging de Bond met andere liberale partijen op in de Vrijheidsbond en werd Pijnappel ook hier lid en later bestuurslid. Ze bleef tot 1939 in de Provinciale Staten en was binnen de Staten ook lid van de Commissie van bestuur der Provinciale Ziekenhuizen. Ze besloot zich niet verkiesbaar te stellen voor de Tweede Kamer, omdat dit te veel tijd in beslag zou nemen. 

## Trivia
- Via de familie Boissevain was Pijnappel familie van zowel Mia Boissevain als Maria Kruseman
- In een enquête die het Internationaal Archief voor de Vrouwenbeweging in 1950 bij haar afnam antwoordde ze op de vraag of ze in haar werk tegenstand heeft ervaren omdat ze een vrouw was:

"Neen. Zij was voor de buitenwereld, inzoverre die afzijdig van het feminisme stond, een zeer aanvaardbare figuur en wel voornamelijk door het feit dat zij niets blauwkousigs over zich had [...] omdat zij als moeder van 10 kinderen en echtgenote van een vooraanstaand Amsterdammer een tamelijk onaantastbare positie had [...]"